# Portbou
Portbou és un municipi de la comarca de l'Alt Empordà. El terme municipal de Portbou es troba a l'extrem nord-oriental de l'Alt Empordà, a la costa, al límit de la comarca veïna del Rosselló i de la frontera hispanofrancesa establerta pel Tractat dels Pirineus (1659).
És de terreny força accidentat i per la seva situació, de cara al golf del Lleó, sofreix forts vents de tramuntana. En la part central del seu municipi té la cala de Portbou, on es troba la major part de la població. Recentment, s'hi ha construït un port esportiu.

## Etimologia
Popularment, s'associa l'origen del topònim als vaixells de pesca d'arrossegament coneguts com a "bous". Aquests vaixells trobaven refugi a la badia en dies de temporal de llevant i de tramuntana. L'escut oficial de la vila així ho reflecteix.
Per altra banda, existeix una altra hipòtesi que fa procedir el topònim del nom que prenen els penya-segats marins, els "bous", que deriven de l'antic 'bauç'. D'aquí el nom del "Bou follit", entre Portbou i Cervera. També hi ha indrets i masos com el "Mas de Parbaus" que avalarien aquesta altra hipòtesi. Aquesta mateixa etimologia és la que defensa l'erudit filòleg català Joan Coromines en llur monumental obra Onomasticon Cataloniae:
"Aquí bou és una variant del mot bǝu usat a les costes Braves i a la de l'Empordà, en el sentit de 'precipici submarí', 'roca submergida que, amb maror, trenca perillosament' (Josep Pía, Guia de la Costa Brava, p. 388). Justament en el límit municipal entre Portbou i Cervera n'hi ha un de famós que pronuncien Bou-Follit (el del fullam d'algues', cf. Castell-follit CASTELLUM FOLIĒTĪ, col·lectiu amb metafonia). No gaire més enllà, en la costa del Cap de Creus, el mapa de Garma assenyala una «P<laj>a d<e>l Boumarí» on es tracta de Bau marí 'balç o cingle de mar' car el sentit etimologic de bau és 'balç, cingle': mera reducció de balç/bauç, allí muntanya amunt, també hi ha balços és clar, i aquell és un balç sotaaiguat. Veg. en el DECat. 1, 575, nota 5, nombrosos casos de Bau, i Baus, embalçats en cingles de terra endins, Los Baus de l'Ase a Prats de Molló, a Évol: «damunt el Bau de Pòtlles tot son roques crebades»; i recordem els Baus de Provença, fortalesa dels vescomtes i escenari de Calendau.
En definitiva, doncs, Portbou és un PORTUS BALTEĪ portet del bau marí. El balç follit que és justament el que marca la frontera amb Cervera. Si en lloc de donar Port-baus s' ha generalitzat Port-bau i després Port-bou, és perqué el lloc no fou, durant molt temps, sinó una cala humil de pescadors, que recordaven llur Bou-follit contigu, on es generalitzà aquest diftong per la posició pretónica, i si els pescadors portbouencs la consideren també el nom de llur llogaret fou ajudant-hi una altra etimologia popular: el bol de pesca, l'indret fins a on es podien fer un bol de pesca amb llur barca de bou. En aquest s'han superposat el nom de l'animal amb l'hel·lenisme βόλος 'llançament (de xarxa)'> probt. bóu DECat 11, 57 a28ss., 56 b).
Els pescadors sentiren que Port de Bau o Port de Bou era com «Cap de Bou», portet desert on venien a coincidir el cap de bou dels pescadors de Colera amb Cap de Bou dels de Banyuls-Cervera. La modalitat bou del bau(ç) cingle marí s'ha consolidat també per a la Roca del Bou, al peu de la vila de l'Escalapoc més enllà del Codolar i abans dels Riels: l'inf. de l'Escala (XXII, 158.9), pescador molt entés entenia que era «perqué és un cap de bou» (fins a on arriba el llançament de xarxa), però en realitat és perqué al d'aquesta roca hi ha aquell bau descrit per Josep Pla. Altres han conservat en aquesta frase la forma purament catalana, car també en parlaren del Cap de Bol a Llançà; i a l'Escala mateix, més enllà, vaig registrar «El Bol Roig»."
Per altra banda, cal considerar també els "bous marins", la foca mediterrània a la qual encara hi ha coves que hi fan referència.
Per acabar, hi ha mapes dels segles xv, xvi i xvii on la cala de Portbou és anomenada "Port bo". Nogensmenys, aquesta hipòtesi que fa venir el topònim Portbou de "Port bo" és criticada per J. Coromines, qui afirma que "L'etimologia que ha circulat entre francesos —que la grafia Port-Bou «francesa», ajustada a la pronunciació rossellonesa bú de l'adjectiu bo, i pronunciada pels catalans com bou, s'hagués generalitzat i el nom signifiqués 'port bo'— demostra una ridícula manca de coneixement i crítica històrica i de tota mena: que un barbarisme així, recent, es propagués només seria possible en un lloc mig francès o almenys fronterer, des d'antic: semblen oblidar que ni França ni la llengua francesa no va arribar allà fins a 1660, amb el Tractat dels Pirineus".

## Història
De 1659 ençà, pel seu veïnatge amb el Rosselló, es va convertir en zona fronterera entre França i Espanya. El 1857 es va signar un acord hispanofrancès que dictaminava el pas del ferrocarril pel municipi. L'any 1878 es va inaugurar aquesta línia fèrria, amb una estació internacional. Una nova estació fou edificada l'any 1929, amb una gran marquesina de ferro i cristall, seguint la trajectòria de les obres de Joan Torras i Guardiola de Sant Andreu de Palomar. Fins a l'any 1934 va formar part del municipi de Colera.
La vall i la cala de Portbou eren paratges deshabitats de la parròquia de Sant Miquel de Colera, i el monestir de Sant Quirze de Colera gaudia del delme del peix d'aquest litoral, almenys des del segle x. Aquests drets passaren el 1592 al monestir de Sant Pere de Besalú, cenobi que posseïa en aquesta època els drets de les cales del terme: Portbou, les Portes, Freixa i Freixanet. Encara en el segle xvii el sector entre Sant Miquel de Colera i la frontera era totalment deshabitat i només després del 1802 l'abat de Besalú, Francesc Melcior de Rocabruna i de Taverner, concedí beneficis a la família Budellers perquè pogués establir-se aquí (el mas Budellers es troba a la capçalera de la riera de Portbou, tres quilòmetres terra endins de la costa). Amb aquest primer establiment és possible que a la fi del segle xvii s'hagués construït ja a la platja alguna barraca de pescadors, afavorits aquests establiments pel pas del camí veïnal que de Llançà, pel cap de Ras, menava cap a França.
En el dietari de Jeroni Pujades del segle xvii ens descriu un desembarcament de Moros de Biserta, que agafaren bestiar de les muntanyes de Cervera i Portbou. Aquesta zona era molt preuada pels pirates per l'abundor de bestiar i matèries primeres com l'oli i el vi. Tant el castell de Querroig com el de Sant Salvador, entre d'altres, s'edificaren per mantenir els límits dels senyors i vigilar la incursió de pirates.
A mitjans del segle xix hi havia a la platja de Portbou 12 cases i 6 cabanyes, comptant-s'hi menys de 50 habitants i un petit destacament de carrabiners per vigilar la frontera. Pocs anys després es produirà la gran expansió de Portbou, producte de la construcció del ferrocarril. El 1864 es feu públic l'acord hispano-francès signat dos anys abans a Perpinyà, segons el qual el punt d'enllaç ferroviari havia de ser al coll de Belitres. Aquest acord afavoria els interessos francesos que volien potenciar Portvendres en establir el traçat Perpinyà-Cervera, mentre que l'opinió de l'altra banda dels Pirineus s'inclinava pel traçat Figueres-El Pertús. Aquest últim traçat era menys costós car estalviava la construcció de túnels que s'hagueren de realitzar des de Vilajuïga fins a la frontera.

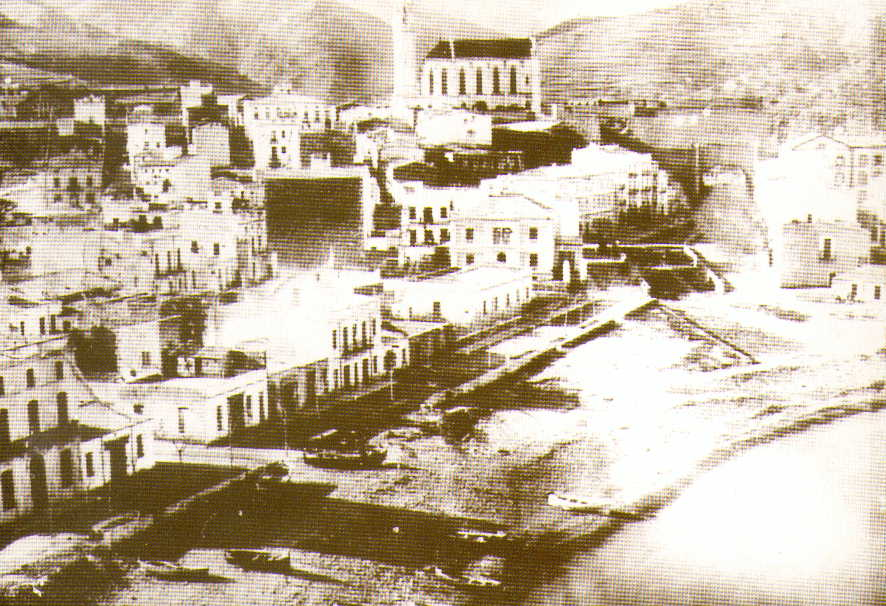
Portbou, l'any 1890.

El 10 de juliol de 1876 s'obrí tan sols la comunicació entre els dos trams ferroviaris dins el túnel internacional sota el coll de Belitres; el 28 d'octubre del 1877 s'inaugurà la línia ferroviària Girona-Figueres i, finalment el 20 de gener del 1878 el tren arribava a Portbou construït per TBF. La inauguració del tram de Figueres a la frontera i l'enllaç a Portbou amb els ferrocarrils francesos es va fer coincidir amb la data del casament d'Alfons XII amb Maria de la Mercè d'Orleans.
Quan es van emplaçar les vies, l'estació i els diferents serveis ferroviaris i duaners, s'hagué de construir una gran esplanada artificial de més de 22 m d'altura. Entre aquest terraplè i el mar va créixer de seguida una important població, formada especialment pels treballadors del ferrocarril i la duana. Molt aviat també sorgiren tota mena de comerços relacionats amb el trànsit de passatgers i mercaderies.
Aquest augment de població provocà que el 1885 Portbou aconseguís la capitalitat municipal a Colera, fet que provocà grans protestes i enfrontaments amb la població veïna que arribaren a cremar els arxius municipals al bell mig de la plaça. Després del trasllat de capital, l'any 1934, en temps de la Segona República, Colera aconseguí la segregació de l'Ajuntament de Portbou, formant-se a partir d'aleshores dos municipis independents.

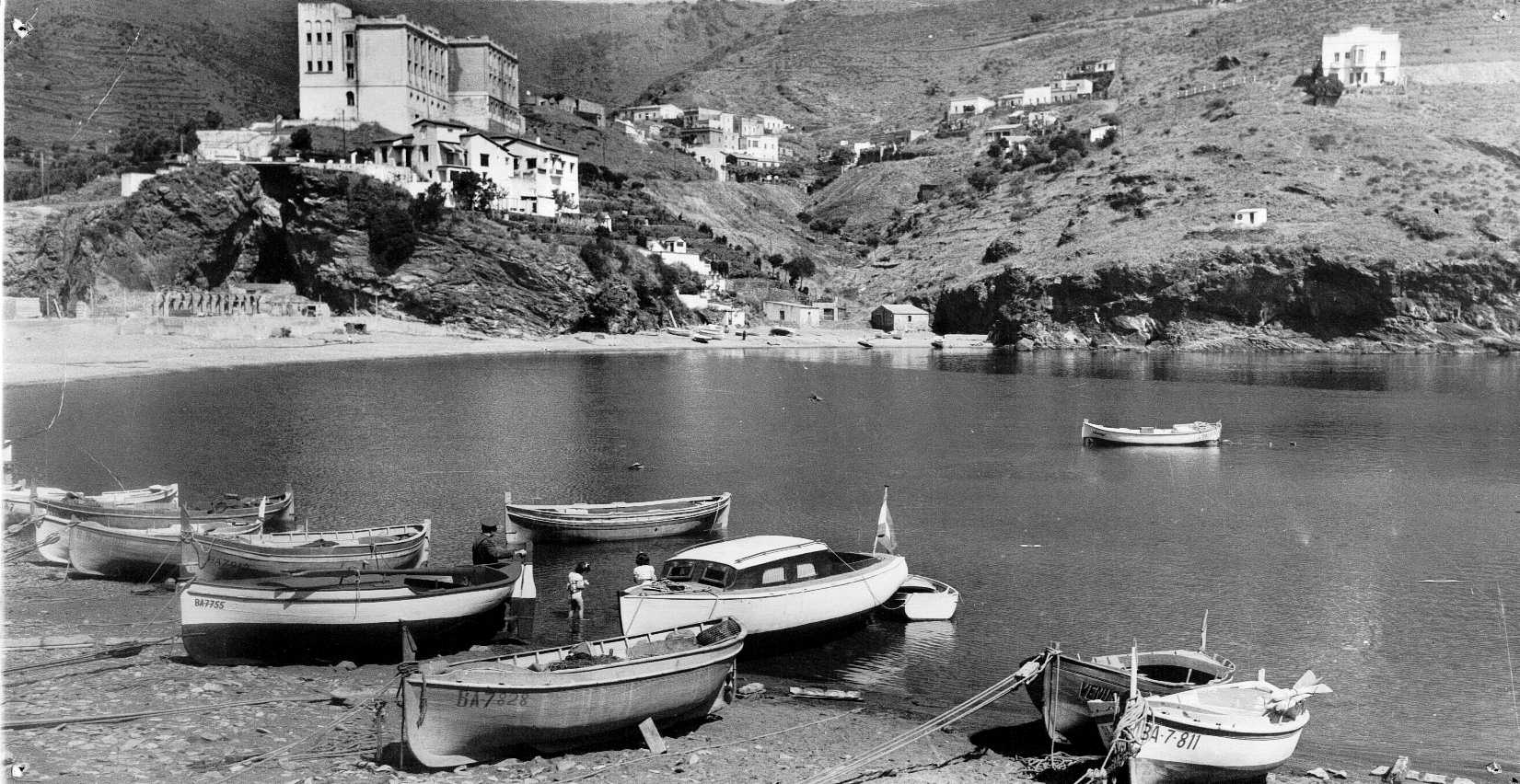
Les escoles antigues de Portbou, l'any 1936.

Portbou, degut al seu naixement en època recent, gaudí de cases de moderna construcció i la falta d'espai urbanitzable obligà a construir-les amb dos i tes pisos a més de la planta baixa. El 1900 la població del municipi de Portbou (amb Colera) era de 2.851 habitants (dels quals ja 1.845 es trobaven vivint a Portbou), nombre que augmentà a 3.796 el 1930. En aquests anys el dinamisme del poble era evident: la premsa es desenvolupava: l'any 1931 va veure néixer l'Ateneu de Portbou, Destellos periòdic apolític, quinzenal de Literatura, Avisos y Noticias, la Voz de Portbou; el Casino España, el Gran Casino la Congesta, l'Orquestrina Many’s Jazz, un sindicat d'oficis diversos CNT i un sindicat de classe Sociedad de Camareros, la Unión Sección de Portbou.

### Refugis de la guerra civil

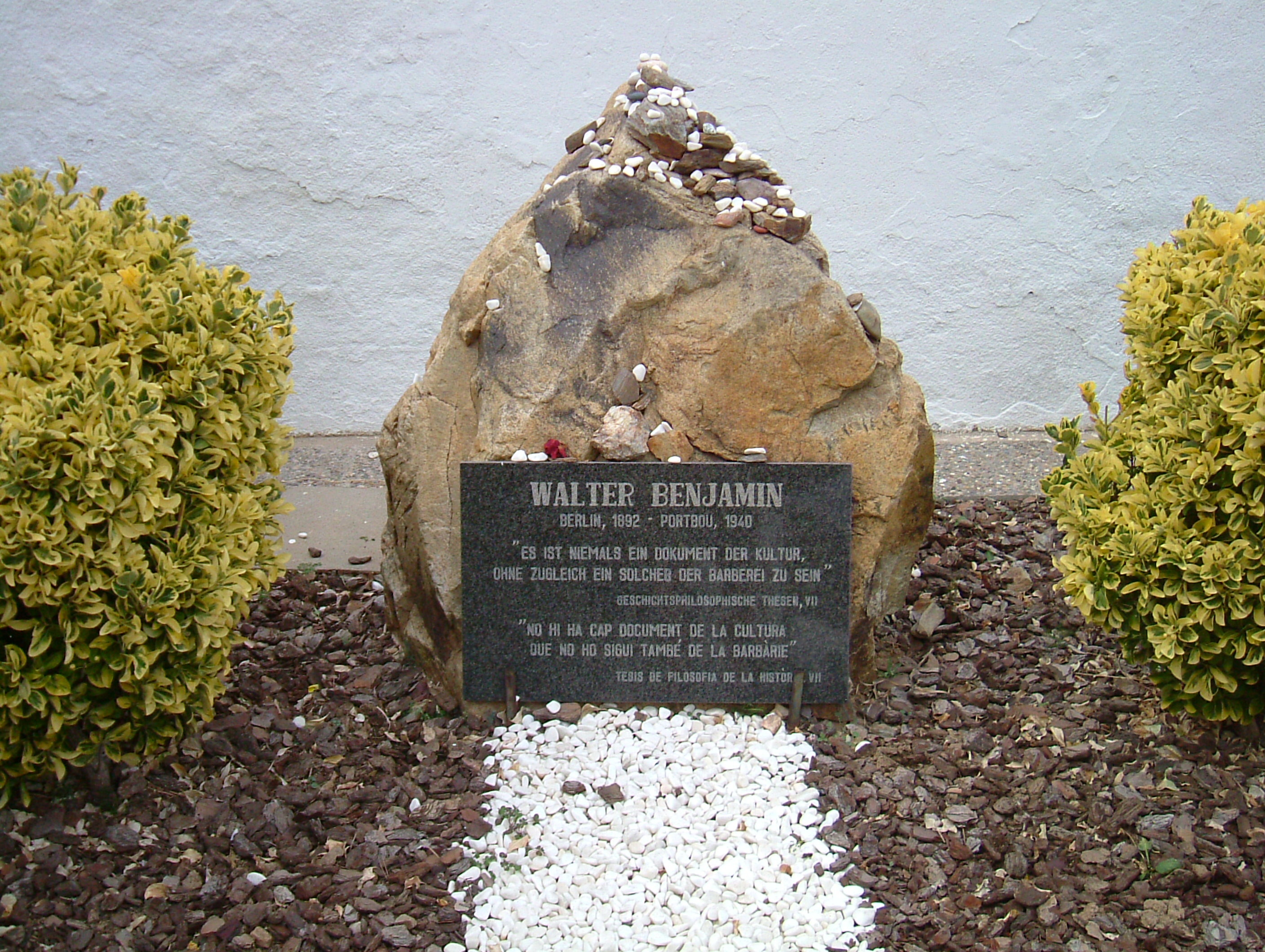
Tomba de Walter Benjamin

Aquest són els refugis que s'utilitzaren durant la Guerra Civil construïts per l'Ajuntament republicà de cara a protegir la població de Portbou davant els bombardejos de l'aviació i vaixells franquistes.
1. Dos dels més segurs eren els túnels ferroviaris, concretament el túnel sud en direcció a Colera i el que s'utilitzava per les maniobres dels trens d'ample de via francesa, paral·lel a l'anterior. Els ferroviaris hi van col·locar vagons que eren utilitzats per molta gent per passar-hi la nit.
2. El túnel d'anar a Ribera Amunt. Mitjançant sacs de sorra tapaven les entrades i la gent també hi passava la nit en els matalassos que es portaven de casa.
3. El rec que passa per l'estació de mercaderies i arriba a la riba davant del camp de futbol, i l'altre que mor davant l'estació depuradora, també van ser utilitzats per la població. Davant d'un dels dos hi va haver una víctima mortal.
4. Al terreny que ocupa l'edifici de l'Ajuntament, prop de la secretaria del Dispensari, tot aprofitant el traçat de la claveguera general, es va obrir un refugi protegit amb sacs de sorra. Aquest túnel travessa tota la muntanya marítima i sortia a l'entrada de la platja de les Guiules, avui dia desapareguda amb la construcció del port esportiu. En el transcurs d'un bombardeig hi va morir una persona.
5. Un altre refugi públic es trobava al carrer Pujada, abans de la corba que duu a la Plaça Major. En un principi només tenia una boca d'entrada, després s'hi va afegir una altra entrada al costat de les escales.
6. Al carrer Nord, tot aprofitant una cova que travessava la muntanya i sortia on es trobava l'antic escorxador davant de la platja, avui en dia Passeig Lluís Companys.

Algunes cases tenien refugis privats com el que comunicava Can Milà amb Can Cadeses o el que hi havia a la "Casa de l'Alemanya" al carrer Frederic Marès.
La gent, quan sentia la sirena corria a ficar-se a qualsevol d'aquests llocs o fins i tot, per manca de temps, en tenien prou amb la volta duna escala. Tot i això, segons diuen, els bombardejos a Portbou només van produir 6 morts.

## Geografia
- Llista de topònims de Portbou (Orografia: muntanyes, serres, collades, indrets..; hidrografia: rius, fonts...; edificis: cases, masies, esglésies, etc).

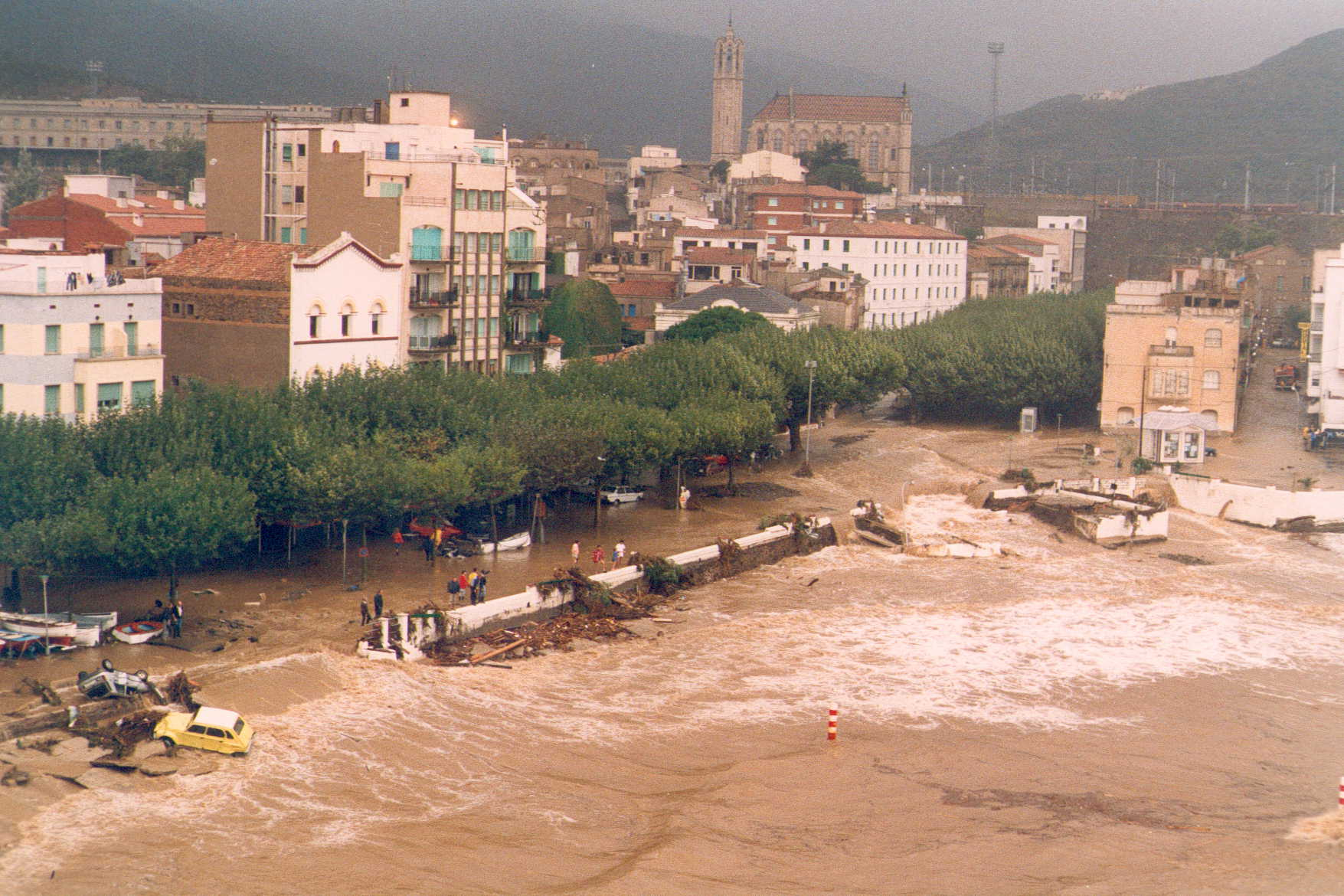
Portbou, l'any 1987.

El territori municipal s'estén pels confins orientals de la serra de l'Albera, al punt de contacte d'aquesta serralada amb la mar. L'extrem septentrional, divisori amb França, s'inicia a ponent al coll de Tarabaus, segueix vers llevant pel coll dels Empedrats i de Rumpisó, el Pla de Ras i el Puig de Querroig, des d'on davalla vers els colls de la Farella, dels Frares i de Belitres fins a tocar la mar per la punta del Falcó (o de l'Ocell) al sud i constitueix el límit de tramuntana de la costa empordanesa.
A migdia de la punta del Falcó, entre el cap de Portbou i la punta del Claper, es forma la gran recolzada de la badia de Portbou, al fons de la qual hi ha el poble i on desemboca l'estreta vall solcada per la riera de Portbou, que neix prop del coll dels Empedrats. La franja que ocupa el municipi de Portbou limita pel nord amb França, per l'est amb la mar i pel sud amb el municipi de Colera.
Per la seva situació geogràfica, encarada al golf de Lleó, la població és batuda amb una extraordinària violència per la tramuntana i en algunes ocasions, el vent ha arribat a tombar vagons de tren. En alguns carrers del poble, com el del Pi, el de la Plaça, o el de l'Església, a les parets de les cases, hi ha passamans de ferro on es poden agafar els vianants. Si algun rècord té el poble de Portbou, aquest és el que es refereix a la velocitat del vent que hi bufa reflectit en les dades que dona el servei de meteorologia instal·lat al Puig de l'Ocell.

### Alguns elements
- Puig de Cervera o de les Fresses és una muntanya de 206,9 metres. Està situat[5] a prop de la mar, al sud-est del terme de Cervera de la Marenda i al nord-est del de Portbou.[6] Al cim podem trobar-hi el vèrtex geodèsic de número de referència 313076001, així com la fita fronterera número 601, la segona més oriental, entre els estats espanyol i francès, malgrat que a banda i banda són terres catalanes. Es tracta d'una creu gravada i pintada, amb el número corresponent a la fita, en una roca vertical situada a pocs metres del vèrtex geodèsic.
- Puig de l'Àliga és una muntanya de 527 metres que es troba[7] entre els municipis de Portbou, a la comarca de l'Alt Empordà i de Cervera de la Marenda, a la comarca del Rosselló.[8]
- Coll de Taravaus o Coll de Tarabaus és una collada situada a 623,7 metres d'altitud entre Banyuls de la Marenda, i Portbou. Tot i que a banda i banda del coll es parla català, fa de límit municipal, comarcal i estatal. És un coll de muntanya situat[9] a l'oest-nord-oest de Portbou i al sud-oest de Banyuls de la Marenda. És al nord-est del Coll de Rumpissar i del Puig de Taravaus, al nord-oest del Pui del Colom, a prop de l'extrem de ponent del terme municipal de Portbou i del de migdia del de Banyuls de la Marenda. El coll és destí de diversos dels itineraris excursionistes[10] programats a la regió oriental de la Serra de l'Albera. En aquest coll hi ha la fita fronterera número 596 de la delimitació estatal, malgrat que a banda i banda són terres catalanes. El senyal és una creu gravada i pintada en una gran roca natural inclinada encarada al nord situada 50 metres a ponent del camí.[11]
- Coll dels Frares és una collada de la Serra de l'Albera, a 236,9 metres d'altitud, en el límit dels termes comunals de Cervera de la Marenda, a la comarca del Rosselló, i de Portbou, a l'Alt Empordà. Està situat[12] a la zona meridional del terme, a prop i a ponent del Coll dels Belitres, al costat de llevant del Puig dels Frares. En aquest coll hi ha la fita fronterera núm. 599, de la delimitació dels estats francès i espanyol, malgrat que a banda i banda són terres catalanes.[13]
- Coll de la Farella és una collada situada a 305,8 metres d'altitud en el lloc on es troben els termes municipals de Cervera de la Marenda, del Rosselló, i Portbou, de l'Alt Empordà. Tot i que a banda i banda del coll es parla català, fa de límit municipal, comarcal i estatal. És un coll de muntanya situat[14] al nord-oest de Portbou i al sud-oest de Cervera de la Marenda, al nord-oest del Puig de la Farella, a ponent del Coll del Frare i a llevant del Querroig.[15] Just a ponent del coll hi ha el Dolmen del Coll de la Farella. En aquest coll hi ha la fita fronterera núm. 598, de la delimitació dels estats francès i espanyol, malgrat que a banda i banda són terres catalanes. Es tracta d'una creu gravada i pintada en una pedra vertical situada 60 metres a l'est del camí, amb una fita petita plantada al davant amb els dos mateixos senyals.

## Demografia
Portbou va arribar a ser el segon municipi més poblat de l'Alt Empordà. Per trobar aquesta distinció demogràfica cal recular fins a l'any 1930, quan la localitat, aleshores agregada a Colera i a l'extint terme de Molinàs, s'enfilava fins als 3.976 veïns censats, només per sota de Figueres. Poc després, el 1936 i quan ja s'havia produït dos anys abans la segregació dels tres nuclis, va arribar als 3.092 residents, una xifra molt distant dels poc més de 2000 habitants que l'Idescat ha registrat les darreres dècades.
| Entitat de població | Habitants (2024) |
| Portbou             | 1.080            |
| la Riera            | 2                |
| Font: Idescat       |                  |

| 1887  | 1900  | 1910  | 1920  | 1930  | 1936  | 1940  | 1945  | 1950  | 1955  | 1960  | 1965  | 1970  | 1975  | 1981  | 1986  | 1991  | 2001  | 2002  | 2003  | 2004  | 2005  | 2006  | 2007  | 2008  | 2009  | 2010  | 2011  | 2012  | 2013  | 2014  | 2015  | 2016  | 2017  | 2018  | 2019  | 2020  | 2021  | 2022  | 2023  | 2024  |
| 2.605 | 2.581 | 3.116 | 3.475 | 3.976 | 3.092 | 2.028 | 2.037 | 2.033 | 2.118 | 2.236 | 2.373 | 2.360 | 2.388 | 2.285 | 2.027 | 1.908 | 1.479 | 1.443 | 1.399 | 1.365 | 1.374 | 1.347 | 1.307 | 1.306 | 1.325 | 1.302 | 1.290 | 1.296 | 1.280 | 1.214 | 1.167 | 1.170 | 1.107 | 1.077 | 1.075 | 1.063 | 1.095 | 1.090 | 1.066 | 1.082 |

## Logotip i Escut de Portbou
Des de fa més de 100 anys en el logotip de Portbou sempre han estat representats 2 "bous" en el mar.

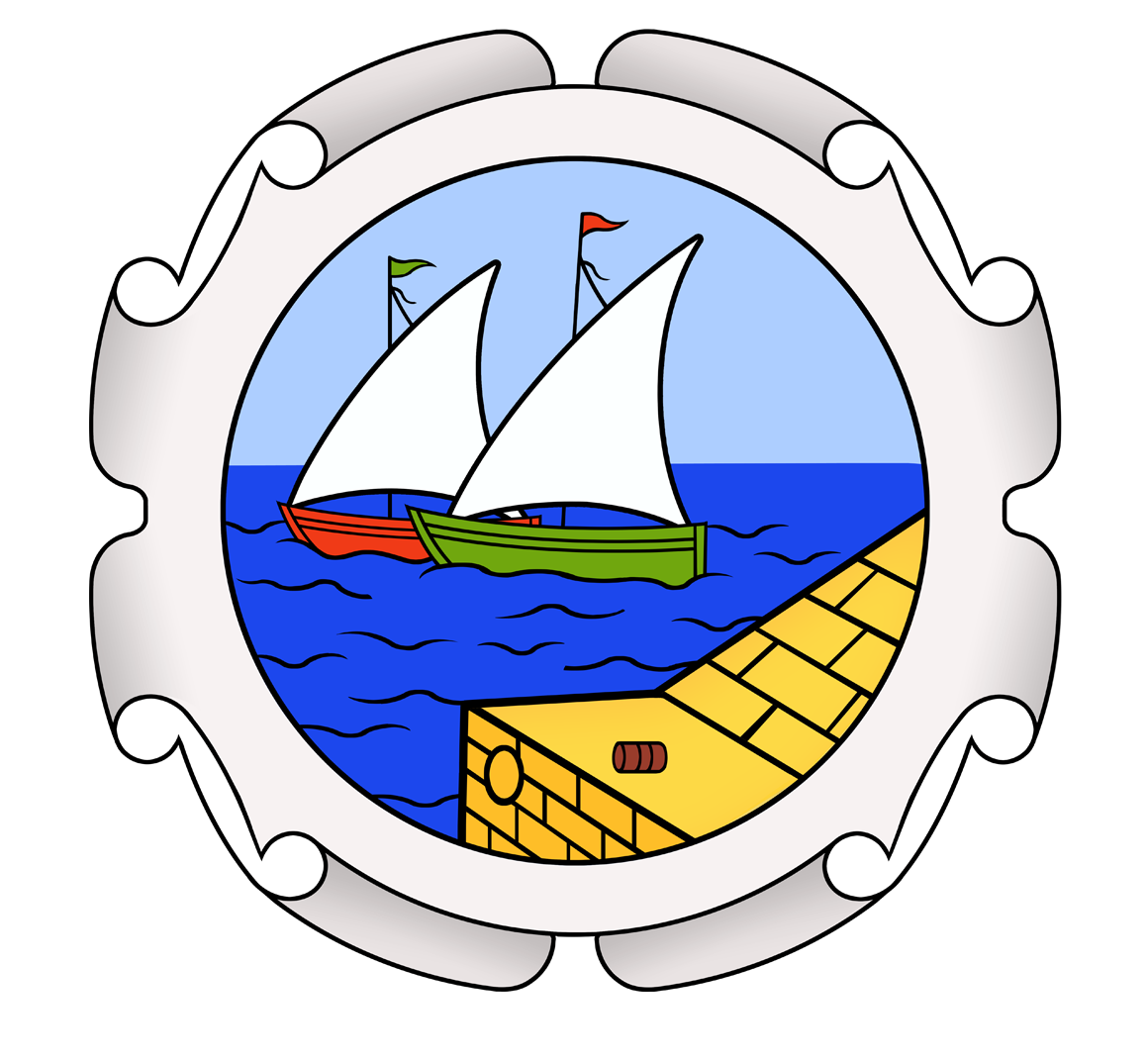
Antic Logotip des de 1960.
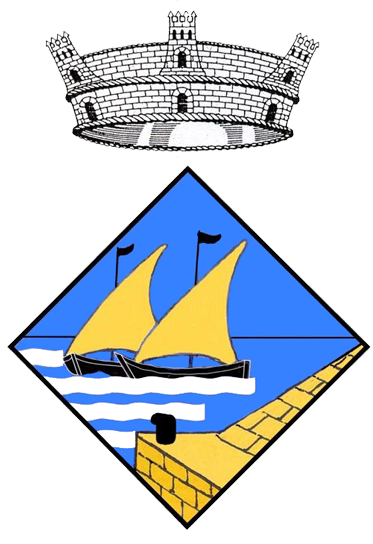
Escut de Portbou Escut de Portbou des de 2006
Logo negre i blanc Logo vectoritzat

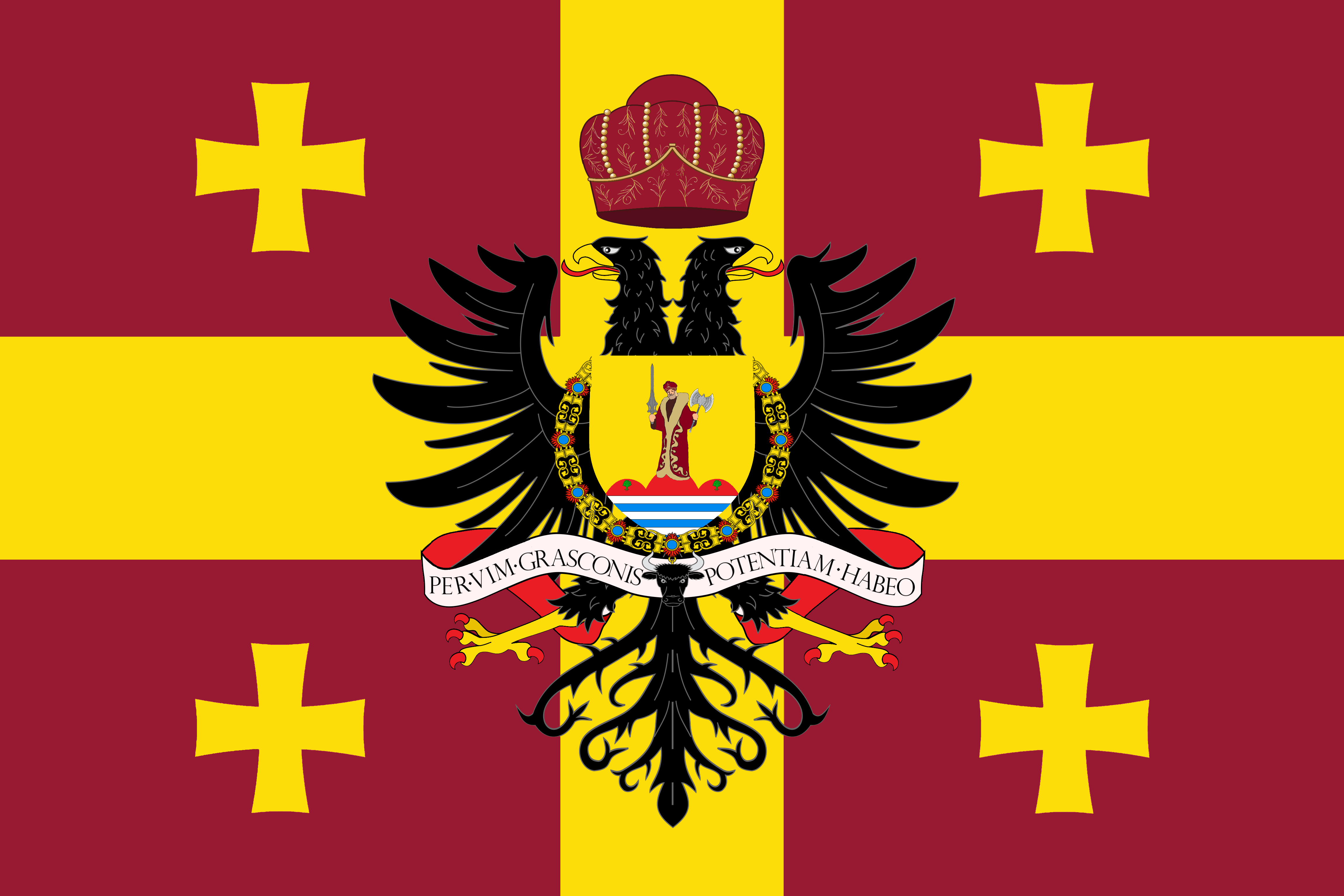
Possible antiga bandera de l'arcaic reialme expandit per les contrades del Monestir de sant Quirze de Colera.

## Indrets d'interès

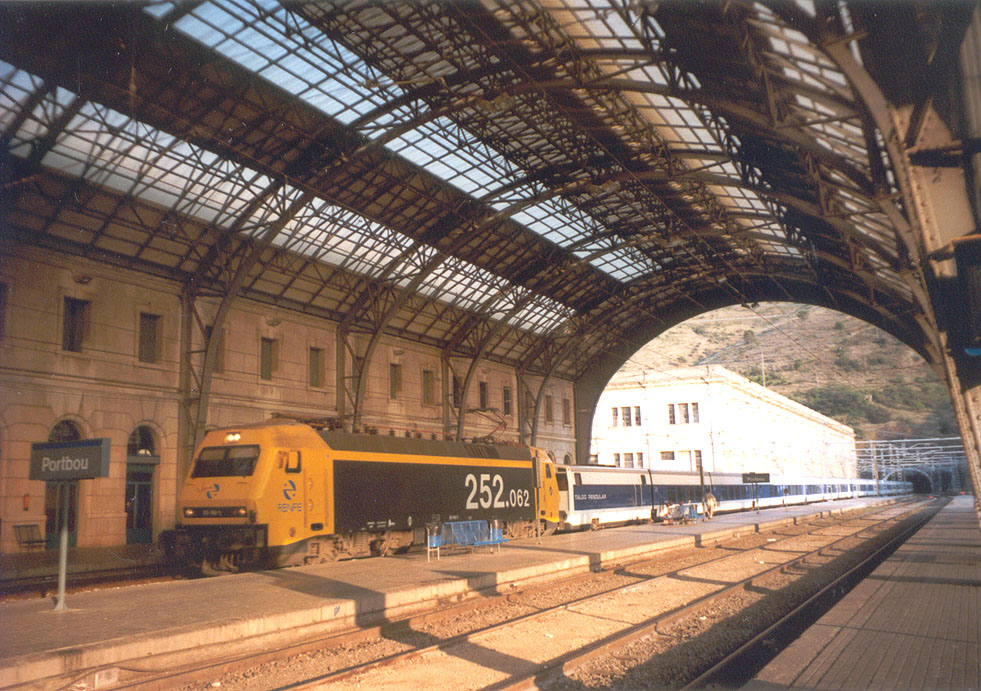
L'estació de Portbou, amb un Talgo aturat.

Al poble, s'hi accedeix per l'avinguda de Barcelona, venint de Colera. Molts dels carrers són estrets i sovint costeruts. Hi destaquen la Rambla de Catalunya, sobre la riera que desemboca al mar; el Passeig de la Sardana, paral·lel a la platja, en un extrem del qual hi ha situat l'Ajuntament; l'antic edifici consistorial, que presenta una elegant decoració, tot i que ara resta abandonat en espera de ser la futura seu de la casa Walter Benjamin (encara no constituïda); i altres cases decorades d'estil modernista —com la Casa Herrero, actual centre cívic que alberga una sala d'actes per a exposicions temporals; la biblioteca de titularitat municipal, amb més de 7.000 llibres indexats; un actiu casal d'avis; i uns tallers ocupacionals.
Els principals llocs d'interès són:
- El Memorial Passatges a Walter Benjamin obra de l'escultor Dani Karavan
- Dins el cementiri hi ha la tomba del filòsof alemany Walter Benjamin, mort al poble. També al cementiri és de visita obligada el cementiri francmaçó. Arxivat 2022-07-07 a Wayback Machine.
- La parròquia de Santa Maria de Portbou.
- Baixant de l'església, a la Plaça Major, on hi ha font de pedra, datada el 1955 i decorada amb l'escut del poble: dues barques de bou al port i una corona.
- Prop de l'església, entre el carrer Colera i el carrer Mercat, hi ha una placeta decorada amb la Font dels Ninots, construïda el 1922 per J. Albareda i E. Pastoret.
- Davant mateix hi ha l'accés a l'Estació de Portbou
- El Dolmen del Coll de la Farella
- La Platja Claper
- La Platja Gran, les Tres Platgetes i la Platja del Pi (aquesta última nudista)
- la Ruta Walter Benjamin a Portbou un itinerari que comença al peu de les escales que donen accés a l'estació i que ressegueix la petjada del filòsof alemany pel poble i s'enfila fins al Coll dels Belitres, a la N-260 on hi ha un memorial i una exposició fotogràfica en memòria dels exiliats republicans del 1939. Hi ha la marca 600 de delimitació fronterera del Tractat dels Pirineus, i diversos edificis de l'antiga duana. També hi ha la base d'una peça d'artilleria muntada per l'exèrcit alemany durant l'ocupació de França.
- El Port de Portbou, situat al sud de la badia de Portbou, a tocar la Punta de la Gatillepis, al coll de les muntanyes del Puig del Claper i el Puig del Falcó entre a carena i el nucli urbà de Portbou. És un port gran, amb 297 amarratges.[18]

## Portbouencs i portbouenques destacats
Vegeu la categoria:Portbouencs
- Ángeles Santos Torroella (1911-2013) pintora surrealista.
- Rafael Santos Torroella
- Fabià Estapé
- Juan García Carrés
- Frederic Marès i Deulovol
- Maria Mercè Roca i Perich
- Tomàs Espresate i Pons
- Marià Massalleras Sans (1897-1953), compositor de sardanes.
- Hissah Zul.[19]

## Sardanes dedicades a Portbou
- Avant Foment de Portbou de Jaume Bonaterra
- Encís Portbouenc de Jaume Bonaterra
- Aplec a la rambla de Portbou de Jaume Bonaterra
- Record de Portbou de Jaume Bonaterra
- Festa a Portbou de Jaume Cristau
- La rambla de Portbou de Jaume Cristau
- La Clara de Portbou de Tomas Gil Membrao
- Santa Maria de Port Bou de Josep Masseguer
- Portbouenca de Teodor Jover
- Portbou de Josep Aguilo
- Aires de Portbou de J. Massalleras